# Amer Hrustanovic

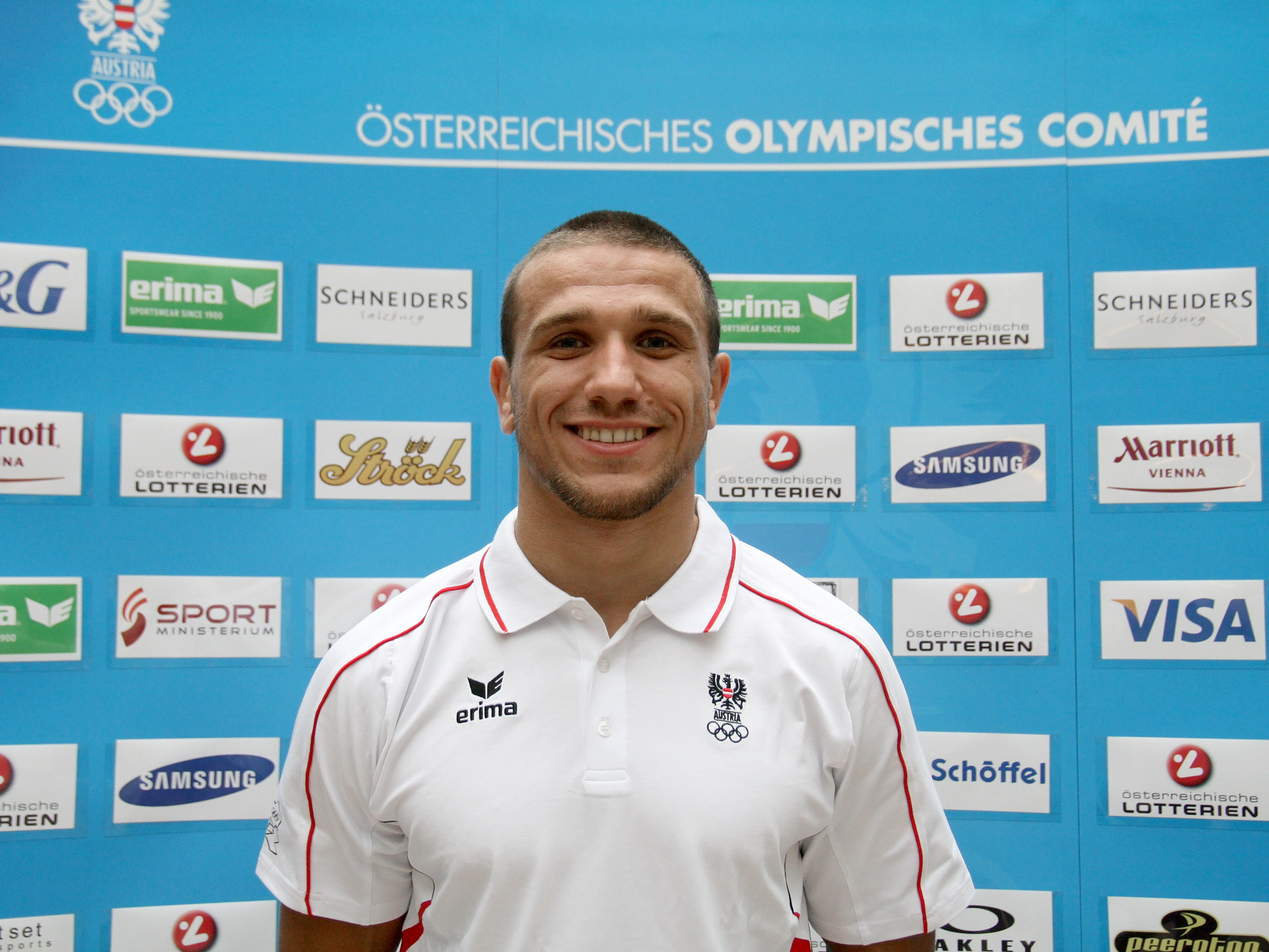
Amer Hrustanovic vor den Olympischen Sommerspielen 2012

Amer Hrustanovic (* 11. Juni 1988 in Zvornik, SR Bosnien und Herzegowina, SFR Jugoslawien) ist ein ehemaliger österreichischer Ringer (griechisch-römischer Stil). Als Teil der österreichischen Mannschaft nahm er an den Olympischen Sommerspielen 2012 in London teil.

## Sportliche Laufbahn
Hrustanovic besitzt neben der österreichischen auch die Staatsangehörigkeit seines Geburtslandes Bosnien und Herzegowina. Er ist Mitglied beim AC Wals in Salzburg, seine Trainer sind Marco Haring Hannes und Ralph Zentgraf. 2009 startete er bei den Weltmeisterschaften in Herning und wurde 14. Erfolgreich nahm er an den Europameisterschaften 2010 in Baku teil und schied erst im Viertelfinale gegen den amtieren Weltmeister Melonin Noumonvi aus. Bei den Europameisterschaften 2011 in Dortmund wurde er in der Klasse bis 84 Kilogramm Achter, bei der WM in Istanbul 14. Weniger erfolgreich verliefen die Europameisterschaften ein Jahr später in Belgrad. In der dritten Runde und auf Rang 20 in der Endwertung schied er gegen den Slowaken Marian Mihalik aus und verpasste die direkte Qualifikation für die Olympischen Sommerspiele 2012. Erst mit dem Sieg über den Griechen Theodoros Tounousidis im Halbfinale des Qualifikationsturniers in Sofia sicherte er sich die Olympiateilnahme. 2012 gewann er den Titel bei den Österreichischen Meisterschaften in der Klasse bis 96 Kilogramm.
Bei den Olympischen Sommerspielen 2012 nahm er in der Klasse bis 84 kg an den Ring-Bewerben teil. Nach einem Sieg über den Südkoreaner Lee Seyeol schied er im Achtelfinale gegen den Polen Damian Janikowski, den späteren Bronzemedaillengewinner, aus.
Bei den Ringer-Europameisterschaften 2014 erreichte Hrustanovic den dritten Platz, wobei er sich nur dem späteren Sieger Schan Belenjuk geschlagen geben musste.
Beim Dave Schultz Memorial Weltcup in Colorado Springs 2016 holte er Gold durch den Finalsieg gegen den Amerikaner Courtney Myers.
Am 8. Februar 2020 beendete er seine aktive Karriere.